# Zan Ganassa
Alberto Naselli (o Naseli), más conocido como Zan Ganassa (Bérgamo?, 1540 — 1584), fue un actor, director y empresario teatral italiano de la Commedia dell'arte. Se hizo muy popular representando máscaras del grupo de los zanni (de ahí su apodo "zan", unido quizá a la contracción de "Sganarello", personaje del grupo de los criados), y en diversos documentos se le cita como uno de los primeros arlequines.
"Ganassa", con este apelativo, fue mencionado en numerosas ocasiones por Lope de Vega, que trasladó a su teatro algunos tipos de la commedia dell'arte, como el siervo cómico "Gracioso".

## Cómico viajero
En Mantua, y ya con el apodo de "Ganassa", se le menciona por primera vez en 1568 al frente de una compañía; y cuatro años después se encuentra en Ferrara. En París en 1571, invitado por Carlos IX de Francia, para participar de las festividades en torno a las bodas del rey de Navarra (luego Enrique IV) con Margarita de Valois, hermana del francés, ocurrida en agosto de 1572. Ese mismo año, su teatro itinerante visita la corte inglesa.

## Ganassa en España
Diferentes fuentes de la época recogen la dilatada estancia de Naseli en España entre 1574 y 1584, país en el que "Ganassa", además de actuar con su compañía, realizó un considerable trabajo en la organización del primitivo teatro profesional español. Casiano Pellicer, en su Tratado histórico sobre el origen y progreso de la comedia y del histrionismo en España con las censuras teológicas, reales resoluciones y providencias del Consejo supremo sobre comedias, lo presenta así:

"El mismo año de 1574 había en Madrid una compañía de comediantes italianos, cuya cabeza y autor era Alberto Ganassa. Representaba comedias italianas, mímicas y bufonescas, de asuntos triviales y populares. Hacían también los volatines, los títeres, juegos de manos, y tal vez volteaban un mono."

Entre 1574 y 1577, el cómico italiano actuó con cierta periodicidad (casi como compañía estable) en el madrileño Corral de la Pacheca, llegando a un acuerdo con los diputados de las cofradías para restaurarlo y mejorar sus estructuras, añadiéndole tejados al escenario y toldos para el público. También se le menciona en 1579 representando en otro corral, el abierto en la calle del Lobo, propiedad de Cristóbal de la Puente; y en los primeros años de la década de 1580 actuó en los nuevos corrales, el de la Cruz y el Nuevo corral del Príncipe (1584). Desde Madrid, "Ganassa" viajaba a villas periféricas como Alcalá de Henares, Guadalajara o Toledo, y a ciudades más alejadas como Valladolid o Sevilla.
En 1575 y en las fiestas del Corpus de 1578, actuó en el corral de don Juan, de Sevilla, al que regresaría aún en 1583, poco antes de su probable muerte a finales de 1584 o comienzos de 1585. En Toledo, durante el Corpus del años 1579, actuó ante Felipe II y su corte. También se ha recogido su larga estancia en el corral de Santiesteban, en Valladolid, entre marzo y septiembre de 1580, a raíz del cierre de los corrales madrileños. Consta que actuó para el Consejo de Castilla, el Consejo de la Cruzada, así como en casas particulares, y que estuvo en la cárcel del 28 de febrero de 1582 al final de ese año. Una de sus grandes prerrogativas fue conseguir del Consejo de su Majestad el permiso para representar dos días laborables de la semana (además de lo habitual reservado en exclusiva a los domingos). Se encontraba en España entre octubre de 1580 y noviembre de 1581, año durante el cual fue interrumpida la actividad teatral debido a la muerte de la reina Ana. 

### Elenco de la compañía de Ganassa
Ya los estudios de John V. Falconieri sobre la «commedia dell'arte» en España y el teatro de "Ganassa" en concreto, facilitaban una lista de sus compañeros, "actores italianos, de comedias y farsas a lo italiano": Alberto Anaseli (Naseli o Naselli), Vicencio Botanelli (alias Curcio), César de Novile, Juan Pietro Paqurelo, Carlos de Masi, Cipión Graseli, Julio Vigliante, Jácome Portalupi... No aparecen actrices, pero sí se menciona a dos jóvenes músicos españoles estudiantes de Salamanca, Pedro de Salcedo y Antonio Laso. Más completo y documentado es el elenco que se menciona en una escritura fechada en Madrid el 13 de marzo de 1580, para la constitución de la compañía del «capocómico» bergamasco. En esas fechas, actuaban en ella, además del propio director, Naselli: Barbara Flaminia, Ortensia en el teatro, y probable esposa o compañera de Naselli; Vicenzo Botanelli, procurador de la compañía, denominado "Curzio Romano"; Cesare dei Nobili, que se encargaba de representar el papel femenino de Francesca; Abagaro Fiescobaldi o Francesco Baldi o Valdés, de nombre artístico Stefanello Bottarga; Giovan Pietro Pasquarello, alias "Trastullo", que se ocupaba junto a Scipione Graselli de la custodia y mantenimiento del (vestuario y atrezzo), y otros dos comediantes con menor paga: Giulio Vigliante y Giaccomo Portalupo, que cubría el tercer personaje femenino, Isabella.